# Antônio Paulino Limpo de Abreu
Antônio Paulino Limpo de Abreu, Visconde de Abaeté (Lisboa, 22 de setembro de 1798 — Rio de Janeiro, 14 de setembro de 1883), foi um magistrado, diplomata e político luso-brasileiro. Pai de Antônio Paulino Limpo de Abreu. 

## Biografia
Formado em direito na Universidade de Coimbra em 1820, foi juiz de fora em São João del-Rei, ouvidor da comarca, desembargador, vereador, deputado geral, presidente da província de Minas Gerais (1833), ministro e presidente do Conselho de Ministros. Foi senador do Império do Brasil de 1847 a 1883, a qual presidiu entre 1861 a 1873.
Como diplomata executou várias missões em Montevidéu e na Confederação Argentina.
Seu filho, o jornalista Henrique Limpo de Abreu, foi um dos signatários do Manifesto Republicano de 1870.

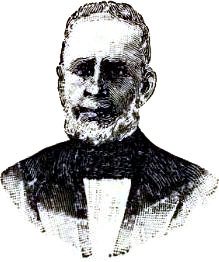
Visconde de Abaeté.

## Gabinete de 12 de dezembro de 1858
Mais Informações: Gabinete Abaeté
Foi Presidente do Conselho de Ministros e simultaneamente ministro da Marinha
- Ministro do Império: Sérgio Teixeira de Macedo
- Ministro da Justiça: José Tomás Nabuco de Araújo Filho, Manuel Vieira Tosta
- Ministro dos Estrangeiros: José Maria da Silva Paranhos
- Ministro da Guerra: José Maria da Silva Paranhos, Manuel Felizardo de Sousa e Melo
- Ministro da Fazenda: Francisco de Sales Torres Homem

## Títulos nobiliárquicos e honrarias
Gentil-Homem da Casa Imperial e Grande do Império, foi agraciado com os títulos de Dignitário da I Ordem do Cruzeiro, Grã-Cruz da I Ordem de Cristo e de Nossa Senhora da Conceição de Vila Viçosa, de Portugal.

### Visconde de Abaeté
Título conferido por decreto imperial em 2 de dezembro de 1854. Faz referência ao então povoado mineiro de Abaeté.

### Brasão de armas
Recebeu seu brasão de armas em 22 de Julho de 1864, registrado no Cartório da Nobreza Liv. VI, fls. 63. Era assim descrito:
Em campo azul, uma asna de prata acompanhada, em chefe, de duas estrelas de ouro e em ponta, de uma palmeira do mesmo, posta em um monte de sinople. Divisa: Consilium in providendo, celeritas in conficiendo.